# 418 Алеманнія
418 Алеманнія (418 Alemannia) — астероїд головного поясу, відкритий 7 вересня 1896 року Максом Вольфом у Гейдельберзі.